# Conchatalos vaubani
Conchatalos vaubani is een slakkensoort uit de familie van de Muricidae. De wetenschappelijke naam van de soort is voor het eerst geldig gepubliceerd in 1995 door Houart.